# Bartkowice
Bartkowice – wieś w Polsce położona w województwie śląskim, w powiecie częstochowskim, w gminie Kłomnice.

## Historia
Pod koniec XIX wieku miejscowość jako folwark oraz wieś Bartkowice odnotował Słownik geograficzny Królestwa Polskiego. Leżała w powiecie noworadomskim, gmina Konony, parafia Kłomnice. Składała się z dwóch folwarków Bartkowice oraz Pancerzów należących wraz z osadą leśną do F. Rzewuskiego. W 1880 wieś liczyła 32 domy, w których mieszkało 260 mieszkańców. Miała ogólnej przestrzeni 1118 morgi w tym 520 ziemi ornej z czego 126 morg należało do włościan. We wsi znajdowała się gorzelnia, kopalnia torfu oraz cegielnia.
W 1885 roku majątek z dworem w Bartkowicach zakupił śpiewak operowy Edward Reszke. Mieszkała tu jego rodzina, podczas budowy dworu w Garnku, do którego wprowadzili się w 1903 roku. Obecnie po majątku w Bartkowicach nie ma śladu.
W latach 1975–1998 miejscowość administracyjnie należała do województwa częstochowskiego.